# Laura Vega Santana
Laura Vega Santana (Vecindario, 18 d'abril del 1978) és una compositora, professora de música i doctora canària.

## Biografia
Alumna de l'Escola Municipal de Música de Santa Lucía de Tirajana, s'inicia en piano, harmonia i contrapunt sota la direcció de Francisco Brito Báez. Amplia la seva formació al Conservatori Superior de Música de Las Palmas de Gran Canaria (ara Conservatori Superior de Música de Canarias - Seu Gran Canaria), obtenint la Titulació Superior de Piano amb Sergio Alonso, així com de Harmonia, Contrapunt, Instrumentació i Composició amb Daniel Roca i Xavier Zoghbi, aquest darrer amb el primer Premi Final de Carrera atorgat pel centre.
A mès, estudia oboè amb Francisco Crespo i Salvador Mir a l'Acadèmia de l'Orquestra Filharmònica de Gran Canària, i fora d'aquesta amb Manfred Stettler i Thomas Indermühle. S'incorpora a diverses bandes i orquestres de la regió.
Es traslada a la Universitat Alcalá de Henares per a ampliar els seus coneixements compositius amb Josep Lluís de Delàs i a l'Escola de Música Soto Mesa de Madrid amb José María Sánchez-Verdú. Obté el doctorat sota la tutela de la musicòloga Rosario Álvarez a la Universitat de La Laguna (Tenerife) pel seu treball d'investigació "L'obra simfònica de Xavier Zoghbi". Realitza cursos i classes amb Emilio Molina, Zulema de la Cruz, Lleonard Balada, Brian Ferneybough, Salvatore Sciarrino, Manuel Hidalgo, José Luis Téllez, Jesús Rueda i Yan Maresz, entre d'altres.
Com a docent, comença ensenyant piano, llenguatge musical i harmonia a l'Escola Municipal de la seva ciutat natal, a més de composició al Conservatori Professional de la capital fins avui. Entre el 2003 i el 2021 va ser professora al departament de creació musical al Conservatori Superior de Música de Canarias - Seu Gran Canaria.
La seva música ha sigut interpretada per orquestras com les Orquestra de Cambra d'Escòcia, Orquestra Filharmònica de Dresden, Orquestra Nacional de Colòmbia, Orquestra Nacional d'Espanya, Orquestra de Ràdio Televisió Espanyola, Orquestra d'Extremadura, Reial Orquestra Simfònica de Sevilla, Orquestra de Còrdova, Oviedo Filharmonia, Orquestra Simfònica de Navarra, Orquestra Filharmònica de Gran Canària, Orquestra Simfònica de Tenerife, Orquestra Simfònica de Las Palmas i Jove Orquestra de Canàrias, entre d'altres. Ha treballat amb directors com Rafael Frühbeck de Burgos, Michail Jurowski, Lü Jia, Pedro Halffter, Georg Fritzsch, Juanjo Mena, Antoni Ros-Marbà, François López-Ferrer, Carlos Miguel Prieto, José Luis Temes, Maxim Emelyanychev, Lucía Marín, Manuel Busto, Lucas Macías, Guillermo García Calvo, Andrés Salado i José Luis Gómez, entre d'altres.

## Selecció d'obres
| Títol de l'obra                                     | Formació                                                                               | Duració (min.) | Notes |
| --------------------------------------------------- | -------------------------------------------------------------------------------------- | -------------- | --- |
| Sonatina para oboe y piano (1999)                   | Oboè i piano                                                                           | 12             | A José Luis Pascual Hi ha una versió per a clarinet requint i piano                                                            |
| TYTLAK (2001)                                       | Violoncel                                                                              | 6              | A Zdzislaw Tytlak, violoncel solista de la O.F.G.C.                                                                            |
| Cuarteto de cuerda nº 1 (2002)                      | Quartet de corda                                                                       | 17             | A Daniel Roca |
| Nacimiento de la pintura y la danza (2003)          | Clarinet en Si bemoll, didjeridú, campanas i bols tibetans                             | 4              | Composta per a l'espectacle multiartístic SENSACIONES "Nacimiento de Tilos" de José Antonio García                             |
| Concierto para oboe y dos grupos orquestales (2006) | Oboè i dos grups orquestrals                                                           | 17             | A l'oboista Salvador Mir i a la O.F.G.C. Encàrrec de la Fundació Autor, SGAE i AEOS                                            |
| Imágenes de una isla (2007)                         | Orquestra i xiulo gomerenc                                                             | 29             | A la meva mare Encàrrec del Cabildo de La Gomera                                                                               |
| Homúnculo, sombrajo de la redención humana (2008)   | Violí, violoncel i piano                                                               | 9              | Encàrrec del Trio Dhamar |
| Poemas de Elvireta Escobio (2008)                   | Soprano i orquestra de cordes                                                          | 12             | |
| In paradisum (2009)                                 | Concert per a piano i orquestra                                                        | 25             | A José Luis Castillo Encàrrec del XXVI Festival de Música de Canàrias                                                          |
| Pater noster (2011)                                 | Cor mixt i orquestra de cordes                                                         | 8              | Menció d'Honor al IV Premi Internacional de Composició Fernando Rielo                                                          |
| A las puertas de la mar (2011)                      | Clarinet, percussió i piano                                                            | 11             | Encàrrec del projecte "En el tapete del mar"                                                                                   |
| Luz de tinieblas (2012)                             | Dos violoncels, dos contrabaixos i piano                                               | 9              | Encàrrec de la Fundació Canal                                                                                                  |
| Viaje al silencio (2012)                            | Clarinet, violoncel, percussió i piano                                                 | 8              | A la Reial Acadèmia Canària de Belles Arts de Sant Miquel Arcàngel                                                             |
| Arc-en-ciel (2012)                                  | Clarinet i piano                                                                       | 8              | Premi a la Millor Composició d'Autor Canari o Resident en Canàrias al Concurs de Música de Cambra de CajaCanarias "María Orán" |
| Mararía (2013)                                      | Soprano, mezzosoprano, dos tenors, 2 barítons, 2 baixos, cor mixt i ensemble           | 120            | Oratori en 19 escenes basat en la novel·la "Mararía" de Rafael Arozarena. Libret d'Uwe Schwarz.                                |
| Sonata – fantasía para piano (2013)                 | Piano                                                                                  | 7              | A D. Alejandro del Castillo i Dña. Mª del Carmen Benítez de Lugo Encàrrec de D. Alejandro del Castillo                         |
| Ángel de Luz (2014-2015)                            | Concert per a percussió, orquesta de cordes i arpa                                     | 18             | |
| Galatea (2016)                                      | Recitador, mezzosoprano i piano                                                        | 9              | Creada en homenatge a Miguel de Cervantes pel quart centenari de la seva mort                                                  |
| Elogio de la luz y de la sombra (2016)              | Saxofon alt i piano                                                                    | 8              | Encàrrec de la Revista Quodlibet                                                                                               |
| Cuatro miradas a un infinito limitado (2016)        | Oboè, violoncel i piano                                                                | 7              | Encàrrec de la Fundació Mapfre-Guanarteme                                                                                      |
| Ist die etwa der Tod? (2017)                        | Viola d'amore i piano                                                                  | 10             | A Lothar Siemens |
| En el silencio… (2017)                              | Dos pianos i percussió                                                                 | 4              | Encàrrec del Festival de Música Espanyola de Cadis                                                                             |
| Cuando los colores suenan (2017)                    | Saxofon alt i saxofon tenor                                                            | 4              | Encàrrec del Museu Antonio Padrón                                                                                              |
| Ni neu (2018)                                       | Clarinet, violí i piano                                                                |                | Encàrrec del Quantum Ensemble                                                                                                  |
| Paraísos perdidos (2018-2019)                       | I. Violí i violoncel II. Violí, violoncel i piano III. Violí, viola, violoncel i piano |                | |
| Poema a un amor eterno (2020)                       | Piano                                                                                  |                | Encàrrec del Concurs Internacional de Piano de Jaén                                                                            |
| Galdosiana (2020)                                   | Orquestra                                                                              | 10             | Encàrrec de la Jove Orquestra de Canàries i la Orquestra Nacional d'Espanya                                                    |
| Luz, Amor y Éxtasis (2022)                          | Concert per a guitarra i orquestra                                                     |                | Encàrrec del XXXIX Festival de Música de Canàrias                                                                              |
| Ladrón de Almas (2022)                              | Cor mixt i orquestra                                                                   |                | Encàrrec de la SGAE i AEOS |
| Bachiana canariense (2023)                          | Piano                                                                                  |                | Encàrrec de "El Contemporàneo" del Festival Internacional de Música de Canàries                                                |
| Vetusta (2023)                                      | Orquestra                                                                              |                | Encàrrec de la Orquestra Oviedo Filharmonía                                                                                    |
| Zafra (2023-2024)                                   | Concert per a timple i orquestra                                                       |                | Encàrrec de l'Ajuntament de Santa Lucía de Tirajana                                                                            |
| Michael (Mikaël) (2024)                             | Ensemble (2 violins, viola, violoncel, contrabaix, clarinet, piano i percussió)        |                | Banda sonora per a cinema mut Encàrrec del 23 Festival Internacional de Cinema de Las Palmas de Gran Canaria                   |
| Obertura Festiva (2024)                             | Banda i campanes                                                                       |                | Encàrrec de l'Ajuntament de Las Palmas de Gran Canaria                                                                         |
| Himno de Santa Lucía de Tirajana (2024)             | Veus i orquestra                                                                       |                | Encàrrec de l'Ajuntament de Santa Lucía de Tirajana                                                                            |

## Premis i reconeixements

### Com a compositora
- Premi Ateneu a la Cultura de l'Ajuntament de Santa Lucía de Tirajana | 2008[2]
- Presidenta de PROMUSCAN (Asosiació de Compositors de Las Palmas de Gran Canària) | 2008-2011[2]
- Acadèmica Numerària de la Reial Acadèmia Canària de Belles Arts | 2011-actualitat[2]
- Premi de la Reial Societat Econòmica d'Amics del País de Gran Canària | 2012[2]

### Com a pianista
- Millor Interpretació d'Obra de Compositor Canari "Premi Regional de Música de Cambra de CajaCanarias María Orán" | 2001[2]